# اینیاکی ده میگل
اینیاکی ده میگل (اسپانیایی: Iñaki de Miguel‎؛ زادهٔ ۲۴ اکتبر ۱۹۷۳) بازیکن بسکتبال اهل اسپانیا بود.
از باشگاه‌هایی که در آن بازی کرده‌است می‌توان به باشگاه بسکتبال مالاگا، باشگاه بسکتبال المپیاکوس، باشگاه بسکتبال رئال بتیس، و باشگاه بسکتبال رئال مادرید بی اشاره کرد.
وی در مسابقات کشوری و بین‌المللی در مجموع برندهٔ ۱ مدال طلا، ۱ مدال نقره شده‌است.